# Psychotria silvicola
Psychotria silvicola är en måreväxtart som beskrevs av Johannes Müller Argoviensis. Psychotria silvicola ingår i släktet Psychotria och familjen måreväxter. Inga underarter finns listade i Catalogue of Life.